# Edward Freeman

Edward Freeman

Edward Augustus Freeman (* 2. August 1823 in Harborne, Staffordshire; † 16. März 1892 in Alicante, Spanien) war ein britischer Historiker.

## Leben
Freeman verlor bereits als Kind seine Eltern und wurde in Privatschulen unterrichtet. 1841 nahm er das Studium der Geschichtswissenschaft am Trinity College an der Universität Oxford auf, das er 1845 mit dem Bachelor of Arts abschloss.
Die durch den Tod seiner Eltern erlangte Erbschaft machte ihn unabhängig, und er ließ sich 1860 als Privatgelehrter in Somerleaze nahe Wells, Somerset nieder, um dort seine Arbeit fortzusetzen. Zweifach bewarb er sich erfolglos um eine Professur, erst 1884 wurde er zum Professor für moderne Geschichte nach Oxford berufen. 1872 wurde er zum korrespondierenden Mitglied der Göttinger Akademie der Wissenschaften gewählt. Seit 1875 war er korrespondierendes Mitglied der Russischen Akademie der Wissenschaften und seit 1884 auswärtiges Mitglied der Bayerischen Akademie der Wissenschaften.  Auf einer seiner zahlreichen Reisen starb er am 16. März 1892 im spanischen Alicante. Sein Nachfolger an der Universität Oxford wurde James Anthony Froude.

## Werk
In seinen ersten Schriften zeigt Freeman großes Interesse an Architektur; 1849 erschien sein Werk History of Architecture. Als einer der ersten nutzte er die Architektur als Erkenntnisquelle der Geschichtswissenschaft. 1863 erschien seine History of Federal Government. Sein berühmtestes Werk ist History of the Norman Conquest (6 Bände, 1867–1879), ein monumentales Werk und tonangebend zur damaligen Zeit. Weitere Schriften beschäftigen sich u. a. mit dem antiken Griechenland, Sizilien, dem osmanischen Reich, den USA sowie den Methoden der Geschichtswissenschaft. Dazu kommen ungezählte Aufsätze in Fachzeitschriften und Tageszeitungen. Aufgrund seiner profunden Kenntnisse der englischen Architektur gewann ihn der Baedeker-Verlag als Verfasser der Geschichte der Baukunst in England in dem von 1889 bis 1906 erschienenen Großbritannien-Band.